# Медаль А. Ф. Коттона
Меда́ль Ф. А. Котто́на (англ. F. A. Cotton Medal) — наукова нагорода, що присуджується щорічно за досягнення у дослідженнях в хімії незалежно від її галузі.
Медаль була заснована у 1994 році техаською A&M секцією Американського хімічного товариства (ACS) та хімічним факультетом Техаського університету A&M (Texas A&M) і була підтримана пожертвуваннями на суму понад 100 000 доларів США. Кошти були зібрані давнім другом і колегою Карлосом А. Мурільо, спільно із симпозіумом «Сучасна неорганічна хімія», організованому на честь Ф. А. Коттона. Медаль, вперше вручена 31 березня 1995 року Френку Альберту Коттону.
Нагорода присуджується абсолютною більшістю голосів журі з семи осіб хіміку, який, завдяки видатній роботі та оригінальному внеску в хімічні дослідження, вважається гідним особливого визнання журі. Журі медалі Ф. А. Коттона, складається з семи членів. Головою, за посадою, є особа, яка є головою Техаської місцевого відділення A&M протягом календарного року, що передує року, в якому має бути присуджено нагороду. Два члени повинні бути членами ACS, що не є резидентами місцевого відділення. Решта чотири члени мають належати до місцевого відділення, і принаймні троє мають бути членами викладацького та/або дослідницького колективу факультету хімії Техаського університету A&M.
Лауреат нагороди, окрім медалі, отримує її бронзову копію та сертифікат із описом нагороди.

## Опис
Дизайн медалі, розроблений Карлосом А. Мурільо, вона викарбувана із золота та має діаметр 2,5 дюйма. На лицьовій стороні поміщено барельєф Ф. А. Коттона, назву медалі та слова «Texas A&M — ACS Section». На реверсі медалі написано «For Excellence in Chemical Research» («За відмінні досягнення в хімічних дослідженнях») і зображено іон Re2Cl82-, перший визнаний приклад чотирикратного зв'язку, описаний Коттоном у 1964 році.

## Лауреати
- 1995 Франк Альберт Коттон
- 1996 Джордж Ола
- 1997 П'єр Жиль де Жен
- 1998 Джоан Стабб
- 1999 Александер Пайнс[en]
- 2000 Тобін Маркс[en]
- 2001 Семюел Данішефскі[en]
- 2002 Ада Йонат
- 2003 Габор Саморджай[en]
- 2004 Альберт Ешенмозер[en]
- 2005 Річард Голм[en]
- 2006 Робін Гогштрассер[en]
- 2007 Жаклін Бартон[en]
- 2008 Chi-Huey Wong[en]
- 2009 Річад Зейр[en]
- 2010 Пітер Стенг[en]
- 2011 Джордж Вайтсайдс[en]
- 2012 Грем Кукс[en]
- 2013 Браян Гоффман[en]
- 2014 Баррі Шарплесс
- 2015 Дуглас Ріс[en]
- 2016 Стівен Ліппард[en]
- 2017 Дженніфер Даудна
- 2018 Гаррі Баркус Грей[en]
- 2019 Пол Авілізатос[en]
- 2020 Каролін Бертоцці
- 2022 Синтія Френд[en]
- 2023 Даніель Ночера[en]
- 2024: Девід Макміллан